# Matteo Valli
Matteo Valli (* 11. September 1986) ist ein san-marinesischer Fußballspieler. Mit vier Toren ist er momentan Rekordtorschütze der san-marinesischen U-21.

## Karriere

### Im Verein
Valli begann seine Karriere bei San Marino Calcio, wo er in der Serie C2 eingesetzt wurde. Damit zählt Valli zu den wenigen san-marinesischen Spielern, die im professionellen Bereich gespielt haben. 2007 wechselte er zu AC Cesena. 2009 wechselte er in die Heimat zu SP Tre Penne, wo er seitdem spielt. Er war Teil der Mannschaft, welche in der ersten Qualifikationsrunde für die UEFA Champions League 2013/14 den FC Schirak Gjumri aus Armenien im Rückspiel mit 1:0 besiegen konnten (Hinspiel 0:3).

### Nationalmannschaft
Für die U-21 spielte Valli von 2004 bis 2009 und erzielte vier Tore, damit ist er bis heute Rekordtorschütze der U-21. Seine Tore schoss er gegen Litauen, Bosnien-Herzegowina, gegen Spanien und gegen Armenien.